# Прапор Хмельницького
Пра́пор Хмельни́цького був затверджений на сесії Хмельницької міської ради 22 скликання 29 жовтня 1997 року. Автор прапора — художник В. М. Ільїнський (голова обласного відділення Українського геральдичного товариства).

## Опис
Прапор являє собою квадратне полотнище, на синьому тлі, що символізує поле, зображене жовте сонце (давній символ Поділля) з синім колом всередині. В колі розташовані три перехрещені жовті стріли, такі ж, як і на гербі Хмельницького. Вертикальна стріла має вістря спрямоване донизу, тоді як дві похилені на 45 градусів до вертикалі мають вістря вгору. Синє поле оточене зі всіх сторін жовтою рамкою з шириною в 3% від ширини всієї хоругви.